# 조승현
조승현(1978년 4월 5일 ~ )은 전 KBO 리그 야구 선수의 내야수이다.

## 출신학교
- 1991년 ~ 1994년 : 대헌중학교
- 1994년 ~ 1997년 : 동산고등학교